# Thomas Wilson (Politiker, 1765)

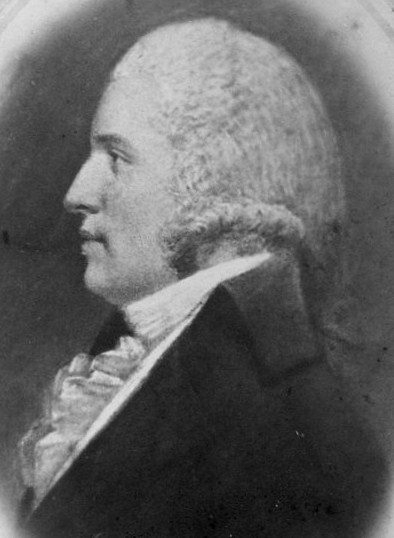
Thomas Wilson

Thomas Wilson (* 11. September 1765 in Staunton, Colony of Virginia; † 24. Januar 1826 in Morgantown, Virginia) war ein US-amerikanischer Politiker.
Wilson studierte Jura in Staunton und wurde am 21. September 1789 in die Anwaltschaft aufgenommen. Er praktizierte als Anwalt in Morgantown im heutigen West Virginia. Von 1792 bis 1795 war er Senator im Senat von Virginia. Dem Abgeordnetenhaus von Virginia gehörte er von 1799 bis 1800 an. Danach saß er erneut von 1800 bis 1804 im Senat von Virginia.
Wilson wurde als Föderalist in den 12. Kongress gewählt und vertrat dort vom 4. März 1811 bis zum 3. März 1813 den Bundesstaat Virginia im Repräsentantenhaus der Vereinigten Staaten. In den Jahren 1816 und 1817 gehörte er erneut dem Repräsentantenhaus von Virginia als Mitglied an. Wilson begann danach wieder als Anwalt zu praktizieren. Er starb 1826 in Morgantown und wurde auf dem Oak Grove Cemetery beigesetzt.
Sein Sohn Edgar Campbell Wilson und sein Enkel Eugene McLanahan Wilson waren ebenfalls Abgeordnete im Repräsentantenhaus der Vereinigten Staaten.